# 江逸华
江逸华（1968年—），上海人，毕业于上海体育学院，具有中级教练职称，现为水球裁判员。

## 生平
江逸华1982年进入上海市跳水池业余体校水球队，1984年进入上海市水球队，1989年进入中国国家水球队。1990年参加了第十一届亚运会，并获得了冠军，1992年在亚洲水球锦标赛中再次获冠军，1991年参加世界大学生运动会获得银牌，1994年参加第十二届亚运会获银牌并代表上海队在1988年、1989年、1990年的全国水球锦标赛中获金牌。1991年获运动健将称号。
2001年起担任上海水球一队副教练，并在第十一届全运会率领上海水球队取得了比赛的冠军。2003年成为中国第一支女子水球集训队的主教练。2008年北京奥运会期间作为奥委会水球竞赛部工作人员参加了奥运会的竞赛组织工作。